# 聲Girl！
《聲Girl！》（日语：声ガール!），為2018年4月8日開始於朝日放送播放的日本電視劇，同時也是朝日放送新設的電視劇系列「Drama L」的第一彈作品。

## 概要
本劇為知名魔法少女動畫《光之美少女系列》迎來15周年所推出的聯動電視劇。故事描述一群以聲優之路為目標而努力的少女，在宿舍內彼此競爭、互相成長。
劇中也會出現以往系列作動畫的名場面及台詞。
本劇中除了福原遙外的其他主演4人先前並無聲優經驗，所以提前進行相關訓練。
另外在本劇中登場的部份角色皆為曾於系列作中替登場角色配音的飾演聲優。

## 故事
毫無聲優經驗及相關知識的蔬果店老板獨生女·菊池真琴。某日在星探意外的發掘下，踏入成為聲優的世界。

## 登場人物
※人物下方若出現備註內容，則為《光之美少女系列》中登場角色的飾演聲優。

### 主要人物
為居住在「IHARA宿舍」的成員們。
菊池真琴（福原遙飾）
本劇的主角。毫無聲優經驗，也無相關知識的少女。
備註：福原遙為《KiraKira☆光之美少女 A La Mode》中的有栖川陽理 / 卡士達天使的聲優。
栗山麻美（中村由里香飾）
具有專業意識，作為聲優的實力也一等的少女。
但對於料理方面相當不拿手。
稻葉蓮（永尾瑪利亞飾）
光之美少女的粉絲甚至將動畫台詞作為自己的口頭禪的少女。
對於聲優的憧憬強過於其他人。
森本小夏（天木純飾）
操著關西口音，活潑、天真爛漫的少女。
雖為5人之中的開心果，但本身也有不認輸的一面。
落合涼子（吉倉葵飾）
原人氣童星出身，現轉為聲優的少女。
也是5人之中最年長的，會以溫柔的話語對待其他4人。

### IHARA Office
真琴等人所屬的事務所。
大島雄一郎（鶴見辰吾飾）
挖掘出真琴等人的優秀經紀人。
備註：鶴見辰吾為《假面騎士Fourze》中的我望光明（射手座宙體闇使）的演員。
正田克敏（中尾暢樹飾）
大島的部下，也是真琴等人的經紀人。
備註：中尾暢樹為《動物戰隊獸王者》中的風切大和（獸王鷹／獸王猩／獸王鯨）的演員。

### Very Fine Agency
大型演藝事務所。
小笠原久美（青木沙耶加飾）
曾從「IHARA Office」辭職，如今成為大型演藝事務所「Very Fine Agency」的經紀人，對大島雄一郎有著敵意。
鶴岡優（仁村紗和飾）
備受期待的新人聲優。

### 其他人物
菊池真理（日高範子飾）
真琴的母親，「菊池蔬果店」的老板。
備註：日高範子為《Suite 光之美少女♪》中的大調島女王愛芙羅黛蒂的聲優。
戶松遙（戶松遙飾（特別演出））
位居一線的人氣聲優，在配音間遇見進行試音的真琴後開始與她交流互動，在此之後成為真琴最好的諮詢對象。
備註：戶松遙為《Happiness Charge 光之美少女！》中的冰川伊緒奈 / 命運天使的聲優。
浪川大輔（浪川大輔飾（特別演出））

備註：浪川大輔為《電影 魔法使 光之美少女！奇跡的變身！莫夫倫天使！》中的庫瑪塔 / 達克瑪塔和《HUG！光之美少女》中的內富士老師的聲優。
音響導演 柳田（岩田光央飾（特別演出））

備註：岩田光央為《光之美少女Splash Star》中的敵役幹部土之魔的聲優。

## 播放電視台
| 播放地區   | 播放電視台     | 所屬聯播網   | 播放時間（UTC+9）               | 播放日期                | 備註                        |
| ---------- | -------------- | ------------ | ------------------------------- | ----------------------- | --------------------------- |
| 近畿廣域圈 | 朝日放送電視台 | 全日本新聞網 | 星期日23:35 - 隔天0:05          | 2018年4月8日 - 6月10日  | 製作電視台                  |
| 關東廣域圈 | 朝日電視台     | 全日本新聞網 | 星期日2:30 - 3:00（星期六深夜） | 2018年4月8日 - 6月10日  | 比製作電視台早21小時5分播出 |
| 靜岡縣     | 靜岡朝日電視台 | 全日本新聞網 | 星期六0:50 - 1:20（星期五深夜） | 2018年4月14日 - 6月16日 |                             |
| 沖繩縣     | 琉球朝日放送   | 全日本新聞網 | 星期六2:00 - 2:30（星期五深夜） | 2018年4月14日 - 7月7日  |                             |
| 中京廣域圈 | 名古屋電視台   | 全日本新聞網 | 星期二1:25 - 1:55（星期一深夜） | 2018年4月17日 - 6月19日 |                             |
| 長野縣     | 長野朝日放送   | 全日本新聞網 | 星期三0:50 - 1:20（星期二深夜） | 2018年4月18日 - 6月20日 |                             |
| 山形縣     | 山形電視台     | 全日本新聞網 | 星期六0:50 - 1:20（星期五深夜） | 2018年4月21日 - 6月23日 |                             |
| 青森縣     | 青森朝日放送   | 全日本新聞網 | 星期四1:40 - 2:10（星期三深夜） | 2018年4月26日 - 6月28日 |                             |
| 石川縣     | 北陸朝日放送   | 全日本新聞網 | 星期二0:50 - 1:20（星期一深夜） | 2018年5月1日 - 7月3日   |                             |
| 愛媛縣     | 愛媛朝日電視台 | 全日本新聞網 | 星期五1:20 - 1:50（星期四深夜） | 2018年5月18日 - 8月10日 |                             |

## 製作人員
- 脚本 - 吹原幸太、保木本真也
- 音楽 - 池永正二（あらかじめ決められた恋人たちへ）
- 撮影 - 四宮秀俊
- 撮影助手 - 小島洋輔、酒井馨
- 照明 - 秋山恵二郎
- 照明助手 - 西あずさ、中村和也、吉永良芽生
- 録音 - 高田伸也
- 録音助手 - 豊嶋晃子
- 美術プロデューサー - 橋本昌和
- 美術デザイン - 安藤真人
- 美術進行 - 岡村正樹
- 持道具 - 廣田朋夏、石月奈々子
- 衣装 - 纐纈春樹
- 衣装助手 - 上田リサ
- メイク - 土井彩菜
- メイク助手 - 小林希
- 劇中ポスターデザイン - 印南貴行
- 小道具印刷 - 石橋誉礼
- 振付 - 堀向麻未
- スチール - 平野敬子
- 編集 - 今井俊裕
- VFX - 横石淳
- PC画面 - 岡本喜典
- 技術営業 - 平木美和
- 編成 - 武田行剛（朝日放送テレビ）
- 宣伝 - 市川貴裕（朝日放送テレビ）、朝比奈紀子（朝日放送テレビ）
- ホームページ - 澤野井信宏（朝日放送テレビ）
- 助監督 - 古畑耕平、黒啓太、服部無双
- 助監督見習い - 笹沼未冬
- 記録 - 松田理紗子
- 制作部管理 - 鍋島章浩
- 制作部 - 村山淳、武田祥、香川春人、仲佐愛
- 車輌 - 千田英樹、佐藤晶子
- 制作デスク - 中村美恵（朝日放送テレビ）、中里麻衣子（ファインエンターテイメント）
- プロデューサー補 - 中田陽子（朝日放送テレビ）
- アニメーション協力 - 熊谷仁志（ハートビット）
- アニメーション監修 - 東映アニメーション、ABCアニメーション
- 企画プロデュース - 飯田新（朝日放送テレビ）
- プロデューサー - 山崎宏太（朝日放送テレビ）、清家優輝（ファインエンターテイメント）
- 監督 - 瀬田なつき、相馬寿樹、玉澤恭平
- 制作協力 - ファインエンターテインメント
- 制作著作 - 朝日放送テレビ

## 播放列表
| 話數           | 日文標題 | 中文標題                   | 劇本       | 監督     | 首播日期      |
| -------------- | -------- | -------------------------- | ---------- | -------- | ------------- |
| #1             |          | 夢想為光之美少女聲優       | 吹原幸太   | 瀨田夏樹 | 2018年 4月8日 |
| #2             |          | 毒舌風暴中的眼淚！         | 吹原幸太   | 瀨田夏樹 | 4月15日       |
| #3             |          | 龍套聲優的陷阱             | 吹原幸太   | 瀨田夏樹 | 4月22日       |
| #4             |          | Suite 光之美少女推的美少女 | 保木本真也 | 相馬壽樹 | 4月30日       |
| #5             |          | 聲優×泳裝很有話題性        | 保木本真也 | 相馬壽樹 | 5月6日        |
| #6             |          | 浪川大輔…降臨！？          | 保木本真也 | 玉澤恭平 | 5月13日       |
| #7             |          | 戶松遙Live上大聲呼喊       | 保木本真也 | 玉澤恭平 | 5月20日       |
| #8             |          | 能幹的女經紀人現身！！     | 吹原幸太   | 瀨田夏樹 | 5月27日       |
| #9             |          | 聲Girls解散危機            | 吹原幸太   | 瀨田夏樹 | 6月3日        |
| #10 （最終回） |          | 向光之美少女挑戰           | 吹原幸太   | 瀨田夏樹 | 6月10日       |

## 樂曲

作詞：前山田健一，作曲、編曲：Tak Miyazawa，主唱：福原遙×戶松遙（Sony Music Associated Records）

## 相關節目
本劇中的廣播節目『戶松遙的OtoMatsuDeshita。』（戸松遥のおとまつでした。），實際上是2018年4月9日（8日深夜）開始至2018年6月11日為止，每週星期一1:30 - 1:40（星期日深夜）於《朝日放送廣播》所放送的真實節目。由戶松遙本人擔任該節目的主持，並與本劇以聯動的形式談論聲優業界的相關。

## 外部連結
- 聲Girl！ （页面存档备份，存于） - 朝日放送節目官方網站（日語）
- 『聲Girl！』 （页面存档备份，存于）（@abc_koegirl） - Twitter（日語）

| 日本 朝日放送電視台・朝日電視台 電視劇L | 日本 朝日放送電視台・朝日電視台 電視劇L | 日本 朝日放送電視台・朝日電視台 電視劇L |
| --------------------------------------- | --------------------------------------- | --------------------------------------- |
|                                         | 聲Girl！ （2018年4月8日 - 6月10日）     |                                         |
| —                                       | 幸福的小房間 （2018年7月8日 - 9月23日） |                                         |